# Балаганские степи
Балага́нские сте́пи (Балаганско-Нукутские степи, Балаганско-Нукутская лесостепь) — возвышенная (высоты до 650 м) равнина в Иркутской области, в междуречье Унги и Залари, а также на террасах Ангары, в пределах Среднесибирского плоскогорья.
В ландшафтах преобладают луговые степи и остепнённые луга на чернозёмах. Встречаются участки осиново-берёзовых и лиственничных лесов. В настоящее время большая часть Балаганских степей распахана.
Балаганские степи богаты характерными представителями флоры и фауны, включая такие глобально редкие виды пернатых хищников как солнечный орёл и балобан, а также регионально редкие виды животных — степной хорь, огарь, бородатая куропатка и др.